# Lupi, streghe e giganti
Lupi, streghe e giganti (Wolves, Witches and Giants) è un adattamento di Ed Welch a cartoni animati delle favole popolari dei fratelli Grimm. Con i disegni di Sara e Simon Bor e la voce narrante di Danilo Bruni nel primo doppiaggio e Giorgio Locuratolo nel secondo. L'intera serie, comprende 4 stagioni.
In Italia è andata in onda in due differenti edizioni, una prima trasmessa su Telepiù dal 1996 per i primi 26 episodi, ed una seconda, andata in onda su Rai 3 all'interno della Melevisione con un secondo doppiaggio che copriva tutti e 65 gli episodi.

## Trama
La serie adatta in chiave umoristica vari racconti dei Fratelli Grimm, Hans Christian Andersen, Charles Perrault e altri autori. Il titolo deriva appunto dalla presenza riccorente nella serie del Lupo cattivo, della strega e di un gigante. 

## Doppiaggio
| Nome del personaggio | Doppiatore originale | Doppiatore italiano                                 |
| -------------------- | -------------------- | --------------------------------------------------- |
| voce narrante        | Spike Milligan       | Danilo Bruni (1ª voce) Giorgio Locuratolo (2ª voce) |

## Episodi
- I tre porcellini
- Il principe senza nome
- La strega e il pettine
- Il gigante che spense il sole
- La sirenetta
- La strega e il mulino
- La strega e Bimba Neve
- Riccioli d'oro
- Il gobbo di Nottingham
- Il calzolaio e i due folletti
- Cappuccetto Rosso
- Il gatto con gli stivali
- Gina la Gallina
- Il lupo e il cavallo
- Il principe rospo
- I tre desideri
- Sette in un colpo - il piccolo sarto
- Biancaneve e i sette nani
- il lupo e la volpe
- Giacomino e il fagiolo
- La bella e la bestia
- Billy il caprone
- Pierino e il lupo
- La bella addormentata
- Hansel e Gretel
- Pinocchio
- Il lupo e i sette capretti
- Raperonzolo
- Il gigante dai capelli d'oro
- Biancaneve e Rosarossa
- La gallinella rossa
- La strega delle Nevi
- I vestiti nuovi dell'imperatore
- Cenerentola
- Aladino e la lampada magica
- Il principe rospo
- Ercole e il gigante
- Pollicino
- La principessa sul pisello
- I musicanti di Brema
- Ali Babà e i quaranta ladroni
- Dick Whittington
- Il brutto anatroccolo
- Chicken Little
- Tom Tit Tot
- Baba Yaga
- La strega
- Rospi e diamanti
- Il gigante e il suo apprendista
- Il lupo travestito da Pecora